# 정비 달씨
정비 달씨(중국어: 定妃 達氏, 생년 미상 - 1390년)는 명 태조 주원장의 후궁이다.

## 자녀
- 장남 (황7남) : 공왕 주부 (용봉 10년 (1364년 12월 23일 생))
- 차남 (황8남) : 담왕 주재 (홍무 2년 (1369년 10월 6일 생))

## 야사
《죄유록(罪惟录)》에 따르면, 정비 달씨는 도비(阇妃)라고도 하며, 한나라 황제 진우량의 시첩으로, 주원장이 진우량을 멸한 후 그녀를 첩으로 삼았다. 담왕 주재는 처남 우후가 호람의 옥을 당하자, 홍무 23년 (1390년)에 죄를 두려워하여 분신하여 죽었고, 정비 달씨도 연루되어 처형되었다. 야사는 담왕 주재가 진우용의 유복자라고 했지만 나이가 맞지 않다. 진우용은 1363년에 죽었다.

## 정비 달씨가 나온 작품
- 2006년, 《전설의 황제 주원장(传奇皇帝朱元璋)》, 달란(达兰) 역 배우 가적림나(卡迪琳娜)

## 참고 문헌
- 《명사(明史)》 황자전
- 왕세정 《녹산당별집(弇山堂别集) · 권20》